# Astragalus reichei
Astragalus reichei är en ärtväxtart som beskrevs av Carlos Luis Spegazzini. Astragalus reichei ingår i släktet vedlar, och familjen ärtväxter. Inga underarter finns listade i Catalogue of Life.